# RadioAstron
RadioAstron ou Spektr R est un radiotélescope spatial russe développé par le Centre spatial Astro rattaché à l'Institut de physique Lebedev et mis en orbite le 18 juillet 2011. Disposant d'une antenne de 10 mètres, il effectue des observations  dans les fréquences comprises entre 330 MHz et 25 GHz et avec une résolution qui peut atteindre 7 microsecondes d'arc aux plus hautes fréquences.

## Historique
Le projet RadioAstron remonte à 1981. À l'époque les responsables soviétiques décident de la construction de trois observatoires spatiaux dont RadioAstron. Mais les problèmes économiques et politiques que rencontre le pays ainsi que les difficultés techniques ralentissent fortement le projet.
Après une phase de conception et de construction étalée sur 30 ans, RadioAstron est lancé le 18 juillet 2011 par une fusée Zenit-2SB/Fregat-2CB. Il est placé sur une orbite fortement elliptique de 10 000 km × 390 000 km avec une période de 9,5 jours,. RadioAstron est utilisé avec des radiotélescopes basés sur Terre pour réaliser de l'interférométrie à très longue base. Le projet a subi un retard de 10 ans pour des raisons financières.
Sa durée de vie utile était planifiée à 5 ans mais il a été décidé de rallonger son exploitation jusqu'à la fin de 2019. Il reste finalement en service 7 ans, 11 mois et 9 jours, jusqu'au 11 janvier 2019, date à partir de laquelle il ne répond plus au contrôle au sol.

## Objectifs scientifiques
Les objectifs scientifiques de RadioAstron sont les suivants :
- Observation des noyaux galactiques actifs : trous noirs supermassifs...
- Études diverses de cosmologie
- Observation des zones de formation des étoiles et des planètes : masers, mégamasers
- Observation des trous noirs de masse stellaire et les étoiles à neutron
- Étude du milieu interplanétaire et interstellaire
- Mesures d'astrométrie
- Mesures à haute précision du champ gravitationnel terrestre

## Déroulement de la mission
Après des essais infructueux pour reprendre le contact avec le satellite, la mission est officiellement terminée le 30 mai 2019 et le traitement des données qui a dépassé les espérances initiales se poursuit.

## Caractéristiques techniques
Le radiotélescope a une masse de 3,66 tonnes dont 2,5 tonnes de charge utile. Cette dernière comprend une antenne de 10 mètres de diamètre et les instruments et équipements qui l'accompagnent. Le satellite est stabilisé 3 axes. Les corrections et changements d'orientation utilisent 8 roues de réaction et des propulseurs brulant de l'hydrazine (4 pour les réglages grossiers et 8 pour les réglages fins. La vitesse de rotation de l'antenne est de 0,1 degré/seconde. Trois viseurs d'étoiles sont utilisés pour effectuer un pointage qui atteint une précision de ±10 secondes d'arc.

### Charge utile
L'antenne a un diamètre de 10 mètres et une longueur focale de 4,22 mètres. Elle opère dans 4 bandes d'ondes :  1,3 cm, 6 cm, 18 cm, et 92 cm avec des résolutions respectivement de 7, 35, 100, et 500 micro secondes d'arc. Pour obtenir une surface de forme précise, l'antenne parabolique est constituée d'un miroir central fixe de 3 mètres de diamètre entourés de 27 pétales (dimensions : 34 × 115 × 372 cm) réalisés en fibre de carbone. Ceux-ci sont déployés en orbite par un moteur unique qui les fait pivoter. L'écart maximum de la forme de la parabole par rapport à la forme idéale est de ±2 mm. Le miroir central, les pétales et les mécanismes de déploiement sont fixés à une structure qui sert également de support pour les détecteurs situés au foyer ainsi que pour les viseurs d'étoiles qui permettent d'orienter avec précision l'instrument.

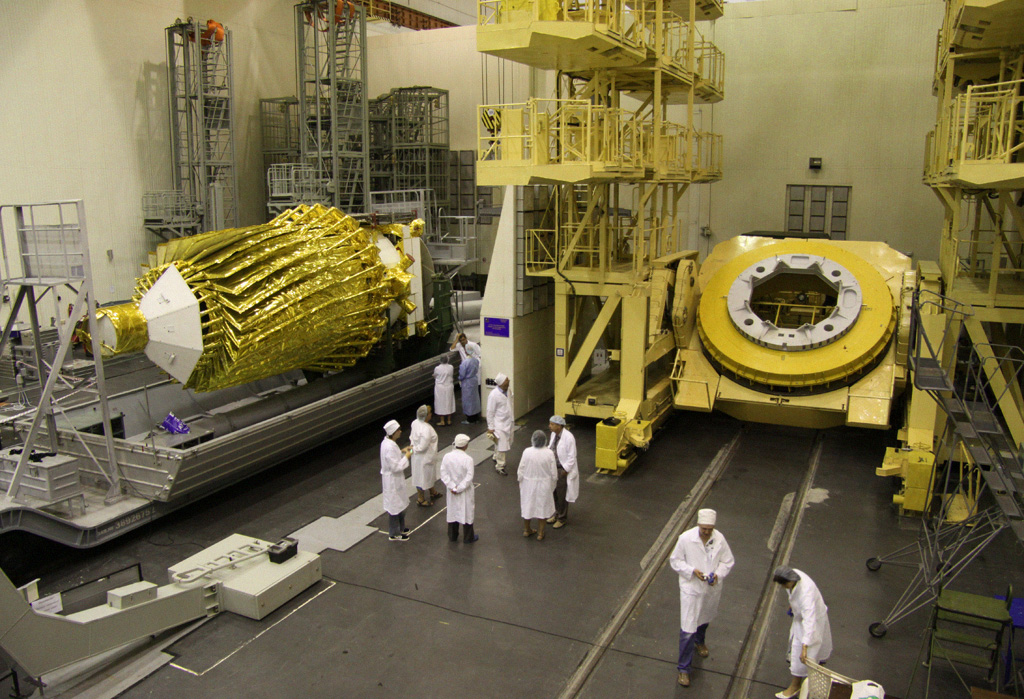
RadioAstron en cours d'assemblage à Baïkonour.

## Résultats
L’observation simultanée du télescope spatial et d'une vingtaine de radiotélescopes sur Terre, le 21 septembre 2013, a permis de prendre des images des détails d’un jet de trou noir dans la galaxie NGC 1275 d’une fraction d’année-lumière à une distance de 230 millions d’années-lumière.